# Gare de Marignac - Saint-Béat
Gare de Marignac - Saint-Béat vasútállomás Franciaországban, Marignac településen.

## Vasútvonalak
Az állomást az alábbi vasútvonalak érintik:
- Montréjeau-Gourdan-Polignan-Luchon-vasútvonal

## Kapcsolódó állomások
A vasútállomáshoz az alábbi állomások vannak a legközelebb: